# Enzo Bettiza
Vincenzo Bettiza (7. lipnja 1927. − 28. srpnja 2017.), talijanski pisac, novinar i političar.

## Biografija
Bettiza je rođen u Hrvatskoj, tada u sastavu Kraljevine Jugoslavije, u bogatoj talijansko-hrvatskoj obitelji. Njegova majka potječe iz obitelji s otoka Brača. Obitelj Bettiza je bila u vlasništvu najvažnijeg poduzeća u Dalmaciji, tvornice cementa "Gilardi i Bettiza", u gradu Splitu. Godine 1941., Sile osovine, Italija i Njemačka, napadaju te okupiraju Jugoslaviju. Za vrijeme talijanske okupacije, Bettičin otac pomaže mnogim Hrvatima te ih spašava iz fašističkog zatvora. Enzov rođak Pietro baca bombu na talijanski vojni orkestar dok je izvodio fašističke koračnice, dok Enzo bojkotira fašističke skupove i organizacije. 1943., grad se vraća Hrvatskoj, a 1944. godine, Hrvatskoj u novoj Jugoslaviji.  Odmah nakon pada Mussolinija mnoge talijanske obitelji odlaze, nakon što su shvatile da situacija u zemlji postaje sve lošija po njih. Neki su doduše ostali, skupa s pripadnicima tzv. miješanih brakova, dok je dio njih iskoristio mogućnost odabiranja talijanskog državljanstva. Nove vlasti se obračunavaju sa suradnicima okupatora, i sa svima ostalima koje su smatrali "neprijateljima naroda", neovisno da li su Hrvati, Talijani ili neki drugi. Njihova imovina bila je nacionalizirana. Bettiza se nakon završetka Drugoga svjetskog rata seli u Goricu, u dobi od 18 godina. Kasnije se seli u Trst, zatim u Milano: odavde uvijek objavljuje da živi "u egzilu".
Bettiza je bio direktor nekoliko talijanskih novina i autor brojnih knjiga. Kao novinar, posebnu je pozornost posvetio zemljama i nacionalnostima istočne Europe, te jugoistočne Europe, napose oblasti tadašnje Jugoslavije.
U razdoblju 1957-1965 radi kao vanjski dopisnik novina La Stampa, prvo iz Beča, a zatim iz Moskve. Kasnije se zapošljava u "Corriere della Sera", u kojoj je radio deset godina.
1974. godine, zajedno s Indrom Montanellijem, pokreće milanske novine "Il Giornale nuovo", u kojima je zamjenik direktora, sve do 1983. godine.
Od 1976. godine, član je talijanskog Senata i Europskog Parlamenta. Živi u Rimu sa svojom obitelji i ženi se nekoliko puta. Njegova posljednja supruga je Laura Laurenzi, talijanska spisateljica.
Bettizin glavni roman, "Duhovi Moskve", smatra se najobjavljivanijim romanom koji je izvorno napisan na talijanskom jeziku.

## Odabrane reference
- Mit i realnost u Trstu
- Misterij Lenjina
- Godina Tigra
- Duhovi Moskve (1993.)
- Egzil (1995.)
- Izgubljena knjiga

## Nagrade i medalje
Predsjednik Hrvatske Stipe Меsić dodijelio mu je "Red Danice Hrvatske s likom Marka Marulića", nakon prijedloga novinara iz Splita.